# Kalmo (ö i Finland, Norra Savolax, Nordöstra Savolax)
Kalmo är en ö i Finland.   Den ligger i kommunen Rautavaara i den ekonomiska regionen  Nordöstra Savolax ekonomiska region  och landskapet Norra Savolax, i den centrala delen av landet, 400 km nordost om huvudstaden Helsingfors. Kalmo ligger i sjön Alaköyritynjärvi.